# フィアット・125
125は  フィアット が1967年から1972年まで製造・販売していた中型乗用車である。

## 概要
1966年にデビューし、ヨーロッパ・カー・オブ・ザ・イヤーを受賞した小型セダンのフィアット・124の上位モデルにあたる車種で、124に遅れて1967年に発表された。しかしそのシャシ（フロアパネル）設計は先代モデルのフィアット・1300/1500の改良型で、124セダンのホイールベースを1300／1500と同じになるよう85 mm延長したボディを1300／1500シャシーに架装したうえ、排気量を1,608 ccまで拡大した124スポルトのDOHCエンジンを搭載したものである。
このような折衷的成り立ちにもかかわらず、DOHCエンジンによる優れた動力性能、当時としては先進性があった4輪ディスクブレーキ、コイル・リンク式リジッドの124よりも旧式なリーフリジッドの後輪サスペンションながらバランスに優れたハンドリングが「プアマンズ・アルファ」として好評で、1972年に後継車の132が登場するまでに603,877台が生産された。
日本にも当時のディーラーであった西欧自動車（西武自動車販売の前身）によって比較的多数が輸入された。

### バリエーション
- 125（1967 － 1969年）1,608 cc 90馬力 最高速160 km/h
- 125スペシャル（1968 - 1970年）1,608 cc 100馬力 最高速170 km/h
- 125スペシャル・シリーズ2（1970 - 1972年）フロントグリル中心にマイナーチェンジ

### イタリア国外での生産
125は124よりコンベンショナルな設計のシャシーが歓迎され、社会主義国や発展途上国で広くライセンス生産された。
ポーランドのFSOで、ノックダウン生産から始まり、1968年以降ライセンス生産となり、ポルスキ・フィアット・125pとして販売された。ライセンスが失効した1983年以後はFSOブランドとし、FSO・125pとなった（FSO・1300／1500とも呼ばれる）。フィアット・125に比べてバリエーションは絞られていたが、1972年には本国になかったステーションワゴン版（125p Kombi）も追加されている。1978年には125pのメカニズムをほとんどそのまま流用し、全く新しいデザインのボディーを組み合わせたPolonez（ポロネーズ）の生産が始まっているが、125pの生産も並行して続けられ、1991年までにオリジナルを遥かに上回る1,445,699台が生産された。
アルゼンチンでは「フィアット・コンコード」として1972年から1982年まで生産され、ここではワゴンのみならず850クーペに似た2ドアクーペ、ピックアップトラックなど、188,971台が作られた。1978年には131に倣って「125ミラフィオリ」と改称された。
他にもユーゴスラビア/セルビア（ザスタバ製）、エジプト、コロンビア、チリ、モロッコ（Somaca製）でも生産された。ただし125の特徴であるDOHCエンジンは、実用車にはオーバースペックなこともあって社会主義国では用いられず、ポーランドではエンジン等の機械構造にフィアット・1300/1500で使われていた旧型OHVエンジンの技術を流用していた。